# Bolivia en los Juegos Bolivarianos de Playa
El Estado Plurinacional de Bolivia participó en todas las tres ediciones de los Juegos Bolivarianos de Playa, hasta la fecha no obtuvo ninguna medalla en dichos Juegos. Los Juegos Bolivarianos de Playa es un evento deportivo que tiene lugar cada dos años.

## Medallero
| Evento         | Oro | Plata | Bronce | Total |
| -------------- | --- | ----- | ------ | ----- |
| Lima 2012      | 0   | 0     | 0      | 0     |
| Huanchaco 2014 | 0   | 0     | 0      | 0     |
| Iquique 2016   | 0   | 0     | 0      | 0     |